# John und Clarence Anglin

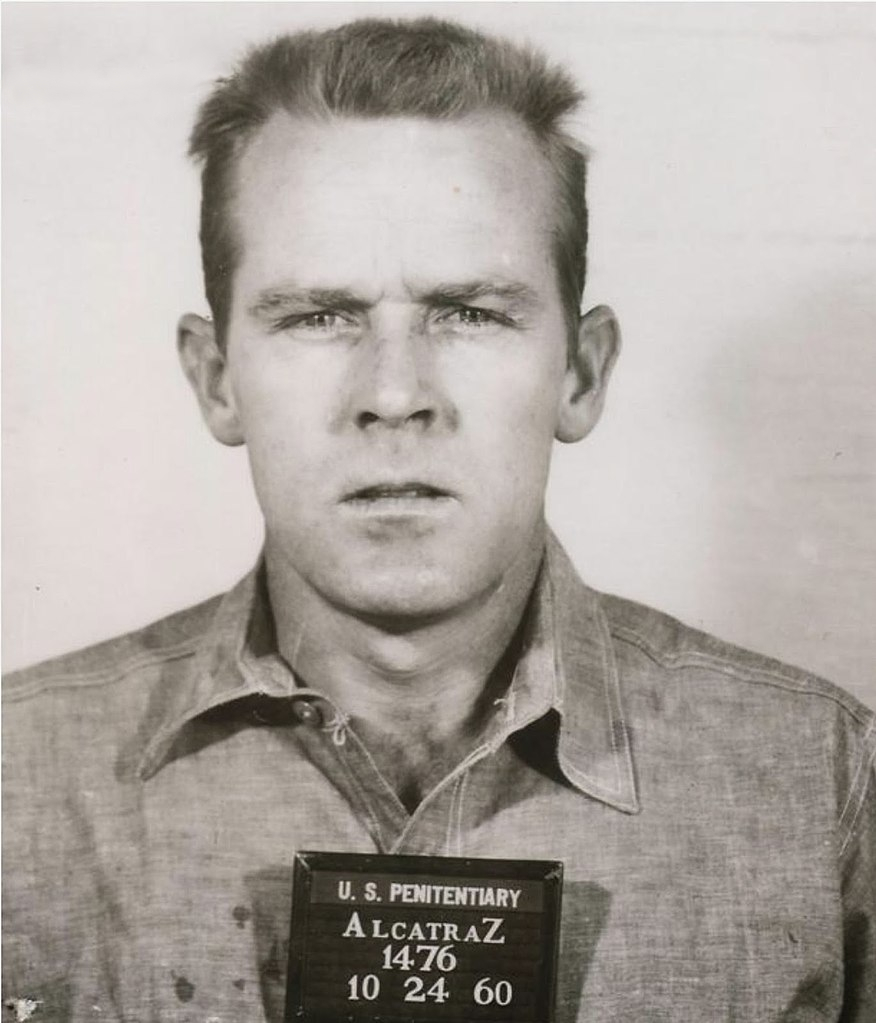
John Anglin

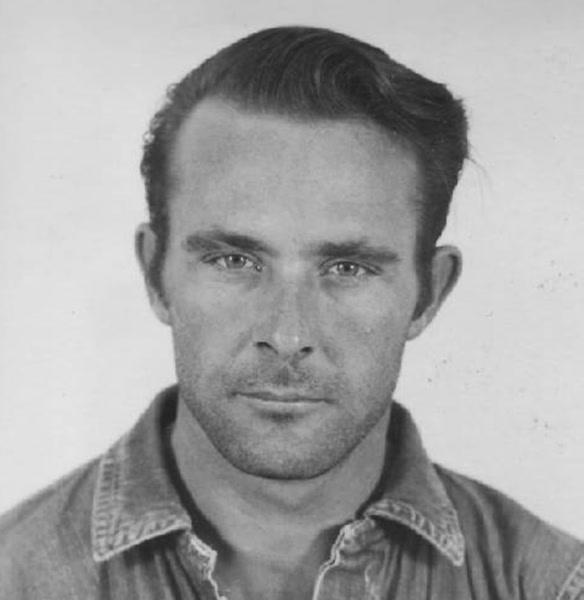
Clarence Anglin

John William Anglin (* 2. Mai 1930 in Donalsonville, Georgia; † unbekannt) und Clarence Anglin (* 11. Mai 1931 in Donalsonville, Georgia; † unbekannt) sind ein US-amerikanisches Brüderpaar, das zusammen mit Frank Morris am 11. Juni 1962 aus Alcatraz ausbrach.

## Flucht von Alcatraz
John Anglin war wegen Diebstahls und Bankraubs inhaftiert, nachdem er zusammen mit seinem Bruder aus dem Bundesgefängnis in Leavenworth geflohen war.
Zur Bewerkstelligung der Flucht aus Alcatraz entfernten beide die Lüftungsgitter in ihren Zellen und gruben innerhalb von zwei Jahren einen Weg durch die alten Mauern eines Lüftungsschachtes. Zusammen gelangten sie über den Zellenblock schließlich nach außen und verschwanden dann mit einem Schlauchboot, das sie aus Regenmänteln angefertigt hatten. Ihr Verschwinden wurde erst am nächsten Morgen bemerkt, als die Flüchtigen bereits einen Vorsprung von über neun Stunden hatten.
Es wird angenommen, dass Morris und die Brüder Anglin bei dem Fluchtversuch in der Bucht von San Francisco ertrunken sind; allerdings wurden die Leichen nie gefunden. Einige neuere Indizien sprechen jedoch dafür, dass Morris und den Anglin-Brüdern die Flucht gelungen sein könnte.
Eine im Jahr 2015 vom Bezahlfernsehsender History ausgestrahlte Sendung beschäftigt sich mit der Flucht. Demnach sollen mindestens John und Clarence Anglin die Flucht überlebt haben. Die Grundlage dafür lieferte die Familie der Anglin-Brüder. Neffen der Häftlinge, Ken und David Widner, stellten dem TV-Sender zu den Flüchtlingen Unterlagen aus Familienbesitz zur Verfügung, die aus der Zeit nach 1962 stammen sollen. Dazu zählte auch eine Fotografie, die ein Jugendfreund der Anglin-Brüder Mitte der 1970er-Jahre in Brasilien von ihnen gemacht haben will, als er den Brüdern angeblich zufällig begegnete. Die beiden sollen ihn auf ihre Farm eingeladen haben, auf der das Foto entstanden sein soll. Die Dokumentation zeigt unter anderem, wie ein US-amerikanischer Experte für forensische Gesichtserkennung das Foto von 1975 detailliert analysiert und mit großer Sicherheit zu dem Ergebnis gelangt, dass es sich bei den Männern auf dem Foto um die Anglin-Brüder handele.
Auch spätere Versuche haben gezeigt, dass es möglich war, von Alcatraz aus an Land zu schwimmen.
Die drei Flüchtigen sind nach wie vor auf der Liste der meistgesuchten Verbrecher im nördlichen Kalifornien (Northern California Most Wanted) notiert. Die dort von ihnen gezeigten Bilder wurden vom FBI künstlich gealtert und zeigen, wie sie heute aussehen könnten.

## Film
Im Film Flucht von Alcatraz (1979) wurden John Anglin von Fred Ward und Clarence Anglin von Jack Thibeau gespielt.

## Weblink
- The Great Escape from Alcatraz (englisch)